# Водонапорная башня № 2 (Новосибирск)
Водонапорная башня № 2 — инженерное сооружение в Железнодорожном районе Новосибирска. Построена в 1902 году. Памятник архитектуры регионального значения.

## Описание
Водонапорная башня № 2 расположена возле Туннельного спуска.
Восьмигранное сооружение базируется на высоком рустованном цоколе из гранитных камней и состоит из трёх ярусов: два нижних сделаны из красного кирпича, верхний ярус больше нижних в диаметре, сделан из дерева, обшитого тесом, и опирается на массивный аркатурный пояс с многоступенчатыми консолями.
Полуциркульный вход и окна нижнего яруса декорируют сандрики с замковым камнем. Оконные проёмы в верхнем деревянном ярусе прямоугольные.
Восьмигранная крыша покрыта металлической кровлей и завершена фонарём.
Сооружение стоит на ленточном бутовом фундаменте. Перекрытия сделаны из дерева.
Водонапорная башня № 2 — образец архитектуры инженерного сооружения, построенного в начале XX века, объект в составе станции Обь на Транссибирской железной дороге.